# Thalassarche
As aves do género Thalassarche, muitas vezes chamadas pela sua designação em inglês, mollymawks constituem um tipo específico de albatroz. A sua área de distribuição geográfica restringe-se ao hemisfério sul, onde são os albatrozes mais comuns. Foram durante muito tempo considerados como pertencendo ao mesmo género que os grandes albatrozes, do género Diomedea, mas estudos efetuados sobre o seu DNA mitocondrial demonstraram que formam um grupo taxonómico monofilético relacionado com os piaus, formando um género à parte.
Têm sido descritos como tendo plumagem semelhante à dos larídeos, com a parte superior e cauda negro-escura e cabeça e parte inferior de cor clara. A cabeça de algumas espécies apresenta-se geralmente de cor levemente mais escura, acinzentada ou com uma auréola escura em torno dos olhos. O bico ou é de um cor-de-laranja ou amarelo vivos, ou escuros com várias linhas de amarelo brilhante.
O nome por que são conhecidos em inglês, mollymawk, tem origem na forma alemã (mallemuck) do neerlandês mallemugge, que significava originalmente "mosquito que voa de forma maluca em torno de uma luz". A Ilha de Mollymawk perto da Geórgia do Sul deve o seu nome a estas aves.

## Espécies
- Albatroz-de-sobrancelha (Thalassarche melanophris)
- Albatroz-de-bico-amarelo-do-atlântico (Thalassarche chlororhynchos)
- Albatroz-de-cabeça-cinza (Thalassarche chrysostoma)
- Albatroz-arisco (Thalassarche cauta)
- Albatroz-de-campbell T. (melanophris) impavida
- Albatroz-das-chatham T. (cauta) eremita
- Albatroz-de-salvin T. (cauta) salvini
- Albatroz-de-nariz-amarelo T. (chlororhynchos) carteri
- Albatroz-de-buller T. bulleri

A espécie fóssil Thalassarche thyridata, conhecida a partir de um fragmento de crânio do Mioceno tardio de Victoria, na Austrália, mostra que o género já tinha divergido dos piaus 10 milhões de anos antes.